# The Politics of Ecstasy
The Politics of Ecstasy är det andra studioalbumet till det amerikanska progressiv metal-bandet Nevermore, utgivet 23 juli 1996 av skivbolaget Century Media Records. Det producerades av Neil Kernon. Albumet återutgavs 2006 med bonusspår.

## Låtlista
1. "The Seven Tongues of God" – 5:59
2. "This Sacrament" – 5:10
3. "Next in Line" – 5:34
4. "Passenger" – 5:26
5. "The Politics of Ecstasy" – 7:57
6. "Lost" – 4:15
7. "The Tiananmen Man" – 5:25
8. "Precognition" (instrumental) – 1:37
9. "42147" – 4:59
10. "The Learning" – 9:43

Text: Warrel Dane
Musik: Jeff Loomis

## Medverkande
Nevermore
- Warrel Dane – sång
- Jeff Loomis – gitarr
- Jim Sheppard – basgitarr
- Van Williams – trummor
- Pat O'Brien – gitarr

Produktion
- Neil Kernon – producent, ljudtekniker, ljudmix
- Robert Manning, Bobby Torres, Mike Lose – assisterande ljudtekniker
- Joe Gastwirt – mastering
- Mircea Gabriel Eftemie – omslagsdesign